# Monster Mash (film, 1995)
Pour les articles homonymes, voir Monster Mash.
Pour plus de détails, voir Fiche technique et Distribution.
Monster Mash est un film américain de Joel Cohen et Alec Sokolow, sorti en 1995.

## Synopsis
Les 2 adolescents confrontent Frankenstein qui cherche à prendre la cervelle du jeune homme et Dracula qui intéresse la jeune fille.

## Fiche technique
- Titre français : Monster Mash
- Réalisation : Joel Cohen et Alec Sokolow
- Scénario : Joel Cohen et Alec Sokolow
- Photographie : Scott Andrew Ressler
- Montage : Stephen Mirrione
- Musique : Bobby Pickett, Jeffrey Zahn et Joe Troiano
- Pays d'origine : États-Unis
- Genre : Comédie horrifique
- Date de sortie : 1995

## Distribution
- Ian Bohen : Scott (Romeo)
- Candace Cameron Bure : Mary (Juliet)
- Sarah Douglas : Contesse Natasha 'Nasty' Dracula
- John Kassir : Igor
- Bobby Pickett : Dr. Victor Frankenstein
- Adam Shankman : Wolfie
- Mink Stole : la mère de Wolfie
- Jimmie Walker : Hathaway
- Anthony Crivello : Conte Vladimir Dracula
- Carrie Ann Inaba : Danseuse